# La Chapelle-Huon
Pour les articles homonymes, voir La Chapelle.
La Chapelle-Huon (du latin Capella Hugonis) est une commune de la Sarthe qui doit son nom à l’un de ses anciens seigneurs, nommé Hugo. Son nom apparaît pour la première fois en 1233 sous l’appellation Parrochia de Capella Hugonis. Elle est peuplée de 517 habitants. Elle est située à 7,5 km de Saint-Calais et 44 km du Mans, et dépendait autrefois du doyenné de Saint-Calais, de l’archidiaconé de Montfort, et du diocèse du Mans. Elle relève du département de la Sarthe, qui constitue depuis 1790 la partie orientale de l’ancienne province du Maine.

## Géographie

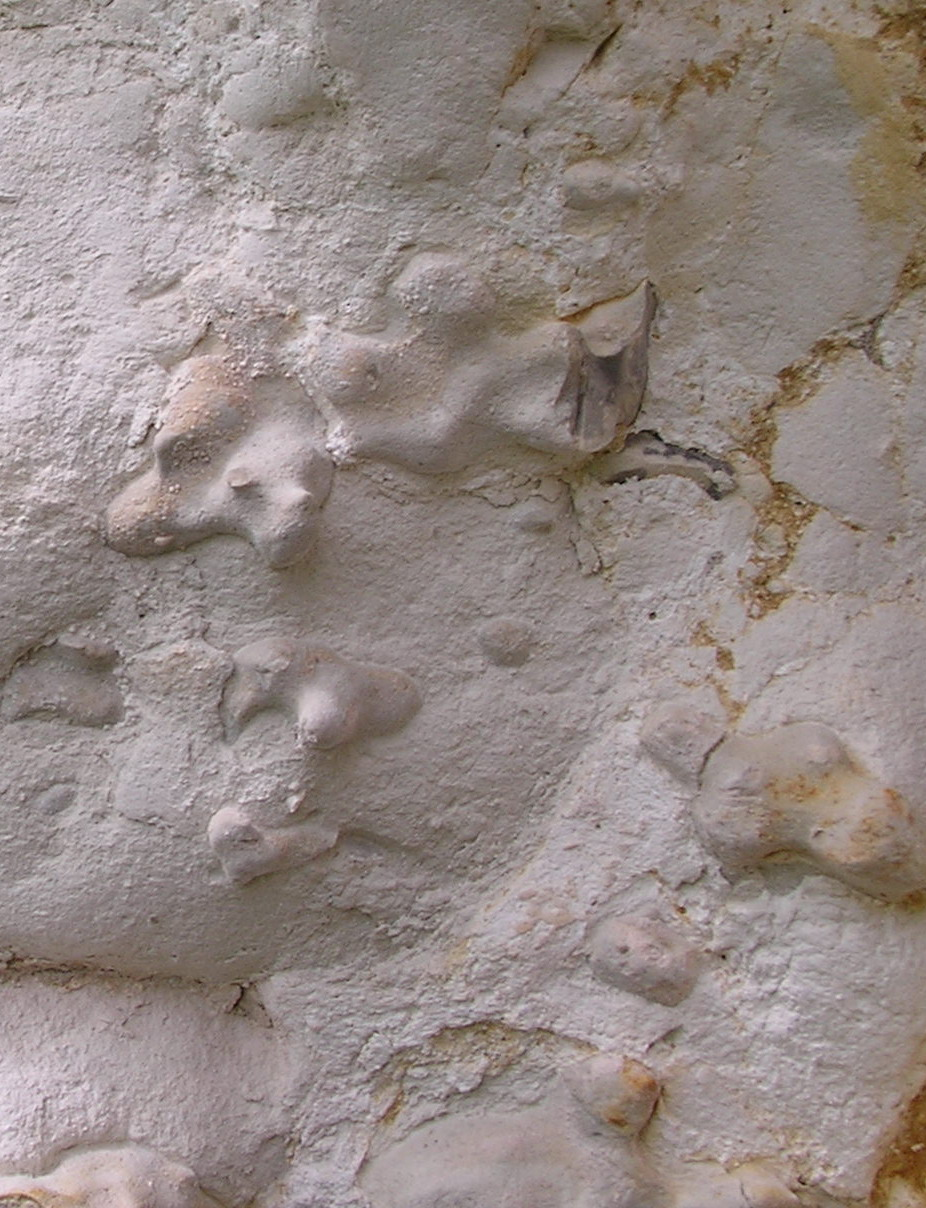
Craie de tuffeau.

La commune de la Chapelle-Huon est arrosée au sud-sud-est par la Braye. L’Anille la traverse du nord au sud en passant peu loin à l’est du bourg. Le ruisseau d’Hédonne, plus communément appelée ruisseau de Redonne, prend sa source en contrebas de la Fontaine du Frêne, coupe la commune d’ouest en est, et se jette dans l’Anille. En amont de la Tannerie, il est localement désigné sous le nom de ruisseau de la Tannerie. La Chapelle-Huon comprend deux étangs principaux, relevant anciennement des fermes de la Chapelle et de la Petite Béchuère. Elle est située dans la région naturelle du Perche.
La Chapelle-Huon relève du plateau calaisien, qui forme au sud-ouest du département de la Sarthe une masse continue, divisée au sud, du côté du Loir, en une série de compartiments séparés par les vallées des affluents du Loir qui s’y engouffrent profondément. Tel est le cas de l’Anille. Les coteaux bordant ces vallées sont en craie de tuffeau du Turonien (Crétacé supérieur, ère secondaire). La carrière de tuffeau relevant du champ du Pâtis est notée en 1844. Les surfaces boisées semblent relativement récentes dans la mesure où l’inventaire de 1844 ne les mentionne pas, tandis que le bois des Merceries (autrefois nommé Merleries et aujourd’hui rattaché à Bessé-sur-Braye) est bien noté.
La commune est bornée au nord par Saint-Gervais-de-Vic, à l’est par les communes de Loir-et-Cher de Savigny-sur-Braye, Cellé et Bonneveau, au sud par Bessé-sur-Braye, et à l’ouest par Vancé et Cogners. De forme ovoïde, elle s’étend du sud - sud-ouest au nord-ouest. Le bourg forme plusieurs petites rues au nord de l’église, et un rang de maisons à l’ouest.
|         | Saint-Gervais-de-Vic                      | Savigny-sur-Braye (Loir-et-Cher) |
| Cogners | La Chapelle-Huon                          |                                  |
| Vancé   | Bessé-sur-Braye, Bonneveau (Loir-et-Cher) | Cellé (Loir-et-Cher)             |

### Climat
Pour des articles plus généraux, voir Climat des Pays de la Loire et Climat de la Sarthe.
En 2010, le climat de la commune est de type climat océanique dégradé des plaines du Centre et du Nord, selon une étude du CNRS s'appuyant sur une série de données couvrant la période 1971-2000. En 2020, Météo-France publie une typologie des climats de la France métropolitaine dans laquelle la commune est exposée à un climat océanique altéré et est dans la région climatique  Moyenne vallée de la Loire, caractérisée par une bonne insolation (1 850 h/an) et un été peu pluvieux. 
Pour la période 1971-2000, la température annuelle moyenne est de 11 °C, avec une amplitude thermique annuelle de 14,5 °C. Le cumul annuel moyen de précipitations est de 725 mm, avec 12,2 jours de précipitations en janvier et 7,2 jours en juillet. Pour la période 1991-2020, la température moyenne annuelle observée sur la station météorologique de Météo-France la plus proche, sur la commune de Choue à 21 km à vol d'oiseau, est de 11,9 °C et le cumul annuel moyen de précipitations est de 645,6 mm,. Pour l'avenir, les paramètres climatiques de la commune estimés pour 2050 selon différents scénarios d'émission de gaz à effet de serre sont consultables sur un site dédié publié par Météo-France en novembre 2022.

## Urbanisme

### Typologie
Au 1er janvier 2024, La Chapelle-Huon est catégorisée commune rurale à habitat dispersé, selon la nouvelle grille communale de densité à sept niveaux définie par l'Insee en 2022.
Elle est située hors unité urbaine et hors attraction des villes,.

### Occupation des sols
L'occupation des sols de la commune, telle qu'elle ressort de la base de données européenne d’occupation biophysique des sols Corine Land Cover (CLC), est marquée par l'importance des territoires agricoles (93 % en 2018), en diminution par rapport à 1990 (94,9 %). La répartition détaillée en 2018 est la suivante : 
terres arables (67 %), prairies (22,8 %), forêts (5,1 %), zones agricoles hétérogènes (3,2 %), zones urbanisées (1,9 %). L'évolution de l’occupation des sols de la commune et de ses infrastructures peut être observée sur les différentes représentations cartographiques du territoire : la carte de Cassini (XVIIIe siècle), la carte d'état-major (1820-1866) et les cartes ou photos aériennes de l'IGN pour la période actuelle (1950 à aujourd'hui).

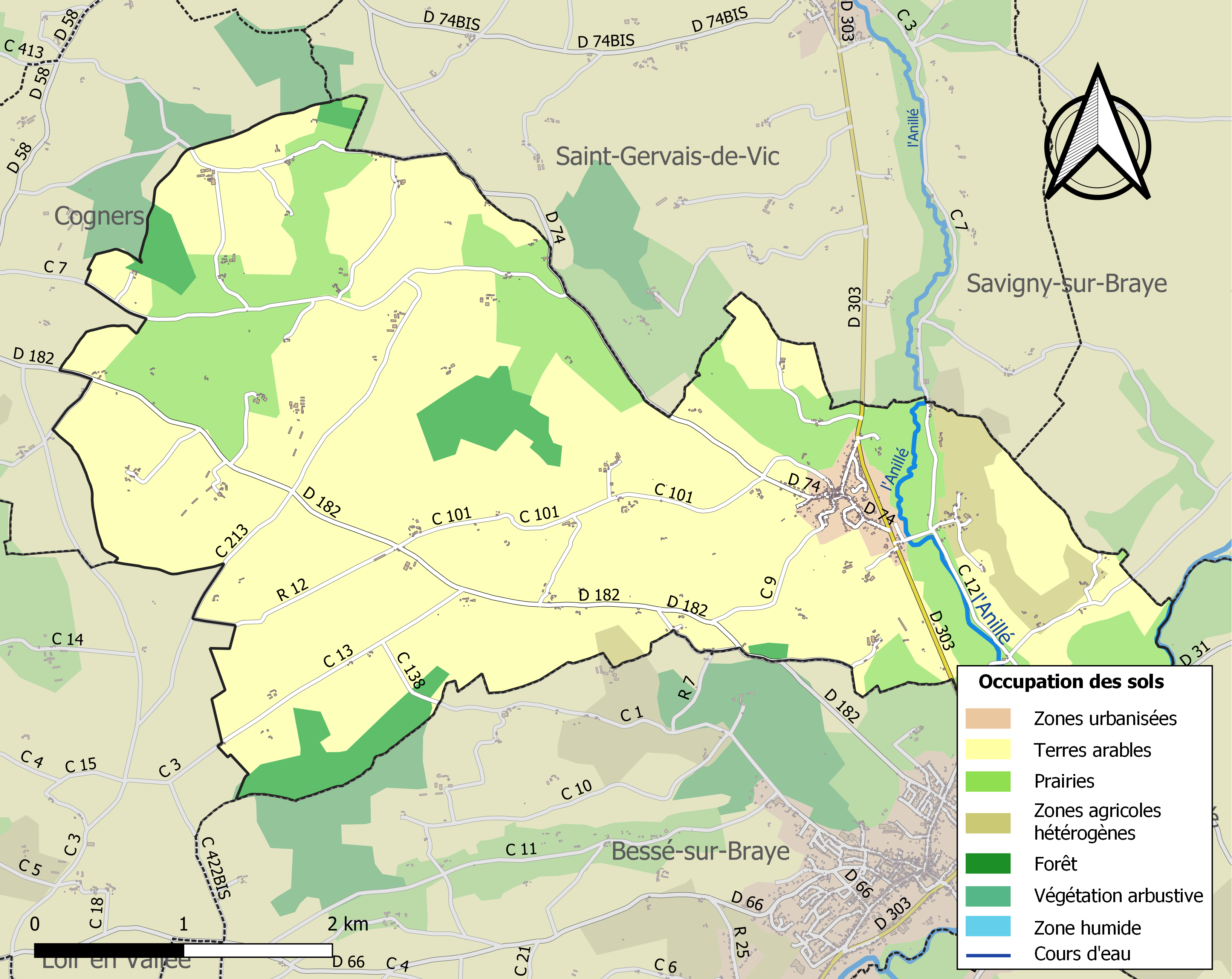
Carte des infrastructures et de l'occupation des sols de la commune en 2018 (CLC).

## Toponymie
Le gentilé est Capellhuonnais.

## Histoire

### Origine

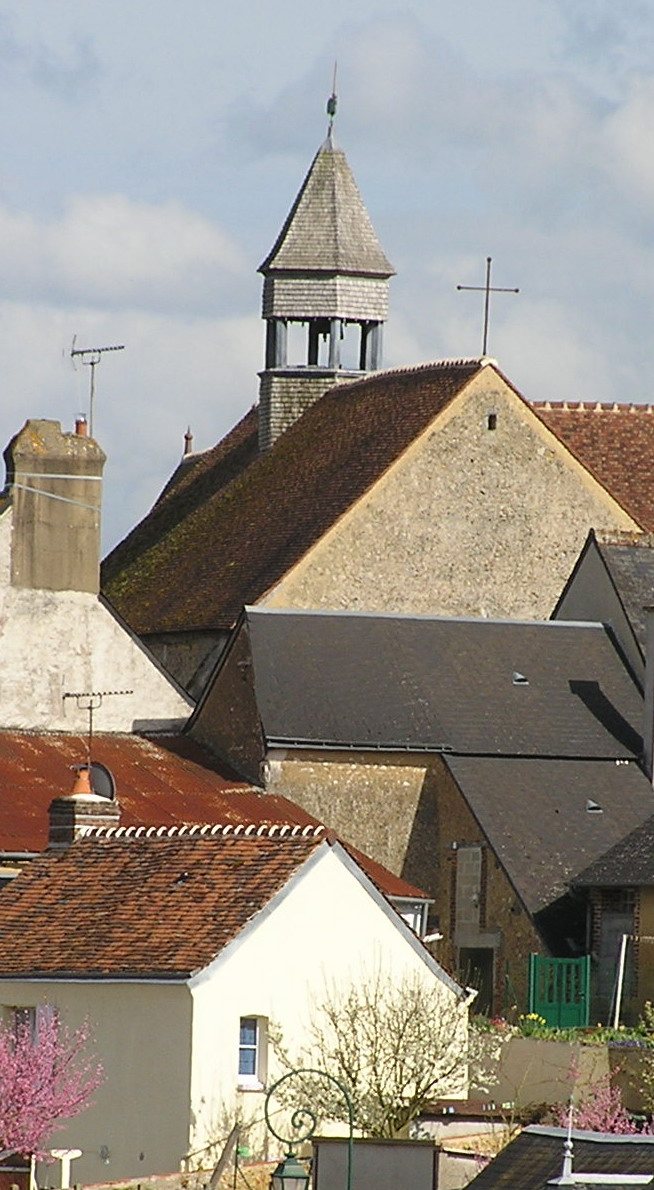
Vue sur l'église.

Les vestiges architecturaux les plus anciens remontent au XIIe siècle, avec la nef de l’église Saint-André. Il faut néanmoins considérer que la Chapelle-Huon a précédemment évolué conjointement aux pays de la Braye, d’une part, et à la ville de Saint-Calais, d’autre part. Les limites de l’ancienne province du Maine correspondaient en effet à peu près à la confédération des Aulerques Cénomans et des Aulerques Diablintes, peuplades gauloises. Des vestiges de peuplement celtique ont ainsi été trouvés sur la commune mitoyenne de Cogners, dans la vallée du Tusson (1844). Des vestiges de voies romaines ont également été dégagés à Bessé, devenu Bessé-sur-Braye en 1891. Si les sols étaient de qualité moyenne pour l’agriculture, la région demeurait autrefois giboyeuse et poissonneuse Mais le développement de la Chapelle-Huon tient vraisemblablement d’abord à celui de Saint-Calais, chef-lieu de canton. Ce fut sur les bords de l’Anille et à l’extrémité de la forêt du Perche, sur le territoire labricin, que dans la première moitié du VIe siècle, sous l’épiscopat de saint Innocent, un cénobite nommé Karilef, et depuis Saint-Calais, vint s’établir. Il bâtit un monastère sur les débris de la villa abandonnée du seigneur gallo-romain Gaianus, auquel on donna le nom de cette rivière, sous l’appellation abbaye d’Anisole.
La Chapelle-Huon demeurera jusqu’en 1609, date de création du marquisat de Courtanvaux, rattachée à diverses seigneuries. Étienne de Mangé fut seigneur de Posay, de la Barre et de la Chapelle-Huon au début du XVe siècle. Dans l’aveu de la châtellenie de Saint-Calais, rendu le 4 octobre 1465 par Jean de Bueil, seigneur de Saint-Calais à Jean de Bourbon, comte de Vendôme, on lit : « Maître Jacques Berziau (…) par raison de ses métairies et appartenances de la Marière, de la Pasturière, du bordage de Feumusson, et du fief de Redonne […] ». Jacques Berziau était époux de Jeanne de Villiers, fille de Guillaume de Villiers, seigneur des Mésangères à Saint-Gervais, et de Jeanne Tiercelin. Les familles Tiercelin et de Villiers ont de fait occupé un rang distingué dans la noblesse du Maine durant les XVe et XVIe siècles. Les Tiercelin possédaient notamment les châteaux des Mésangères mais aussi de la Béchuère (rattaché au fief de Beshuères). On y voit leurs armes deux fois reproduites aux voûtes de la chapelle gothique (d’argent à deux tierces d’azur passées en sautoir, accompagnées de quatre merlettes de sable).
La seigneurie de Courtanvaux appartiendra en outre au fils de Jacques de Berziau, prénommé Jean, qui décédera sans enfants. Sa sœur Jeanne héritera de la seigneurie et la transmettra à son mari Antoine de Souvré. Des lettres patentes, registrées le 14 février 1609, signées de Henri IV, donnent les raisons du choix royal de Gilles de Souvré (dont un portrait est visible dans l’un des salons du château de Courtanvaux) comme gouverneur de la personne de Monseigneur le Dauphin (futur Louis XIII, né en 1601). D’autres lettres patentes, datées du 19 août 1609, également signées de Henri IV, déclarent le vouloir marquis. Les châtellenies de Bonneveau et Vancé, les seigneuries de Bessé, Courtanvaux, La Chapelle-Huon, Saint-Gervais-de-Vic, furent érigées en marquisat relevant de Vendôme par lettre de mars 1609, en faveur de Gilles de Souvré, maréchal de France,.
La seigneurie de paroisse était dès lors annexée à celle de Courtanvaux. Le châtelain et l’abbé de Saint-Calais y possédaient différents fiefs ; le premier une partie des bois de la Turpinière, l’abbé le pré du Mouton, et plusieurs autres, plus « quarante sous de rente sur les terres de Redonne, acquis de Geoffroy Esperviet et de sa mère, assis sur la borde au Fève et sur les terres près du pont de Redonne, au fief de Monterreu ».

### Économie rurale
Au XIXe siècle, La Chapelle-Huon comptait douze fermes principales, trente bordages, et un grand nombre de petites tenues réunies par petits hameaux, au nombre d’une vingtaine. On y dénombrait en 1842 un total de quarante charrues, dont seulement vingt-six d’entre elles relevaient chacune d’une ferme, les autres étant réparties.

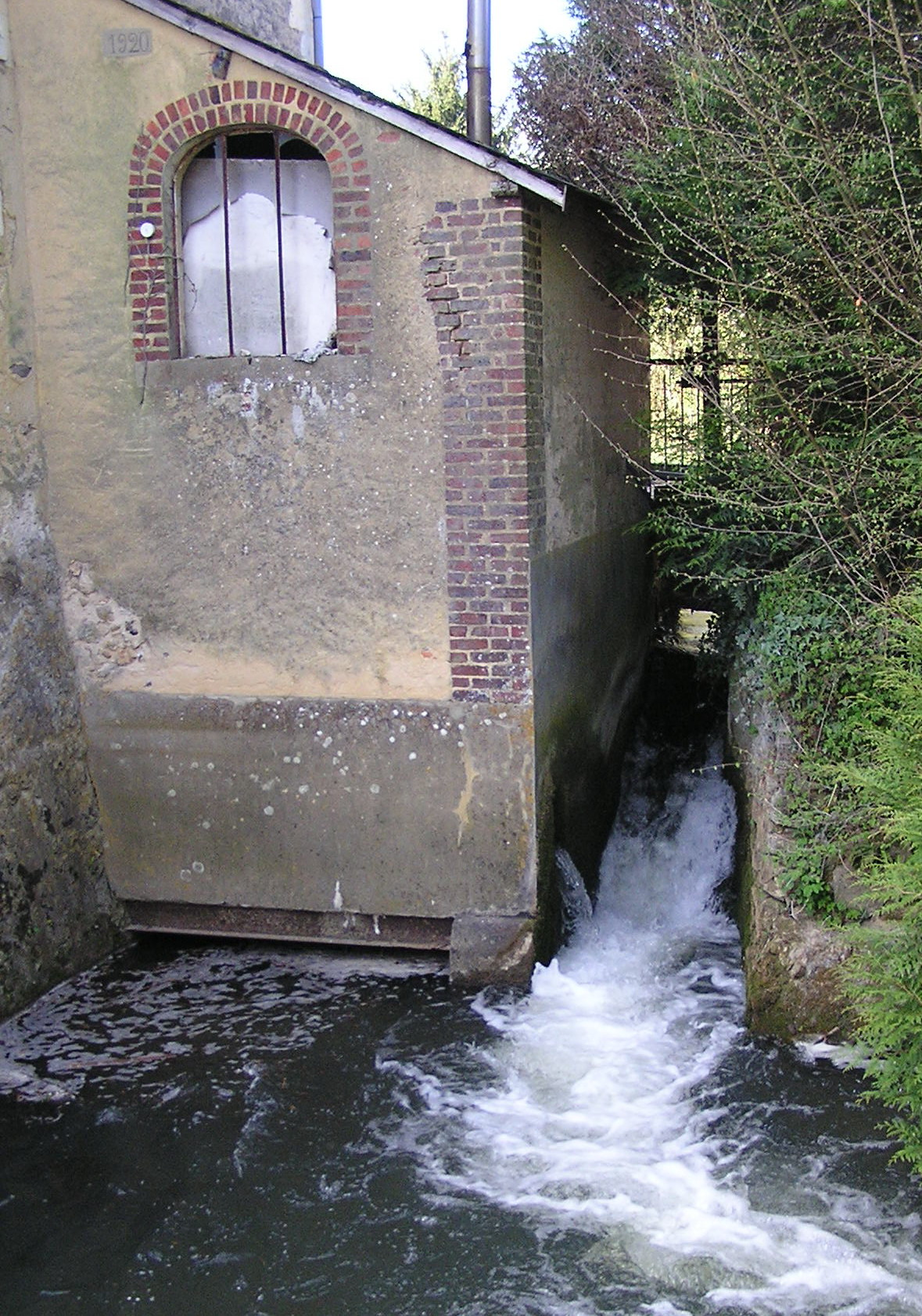
Le moulin Guillaume est devenu une petite filature.

En 1833, la Sarthe comptait 783 moulins à blé, sept à foulon (pour le foulage des étoffes), trente-sept à tan, huit à vent, soit un total de 85 moulins. La commune de la Chapelle-Huon disposait quant à elle de moulins à blé situés sur la Braye (moulin du Pont aux Prêtres), sur l’Anille (moulin Guillaume), et sur l’Hédonne (moulins de la Pénière et de l’Étang). Mais si le moulin Guillaume emploie effectivement des meuniers au cours du XVIIe siècle (tel René Branchiu en 1654, il deviendra par la suite une petite filature, terme selon lequel il apparaît désigné en 1860. Les ruines d’un ancien moulin, non mentionné par Pesche en 1842 mais encore visibles aujourd’hui, bordent également la Redonne, au nord de la Borde. La Tannerie était vraisemblablement également équipée d’un moulin. Au demeurant, les tanneries étaient fréquentes dans la Sarthe puisqu’elles étaient au nombre de 59 en 1844.

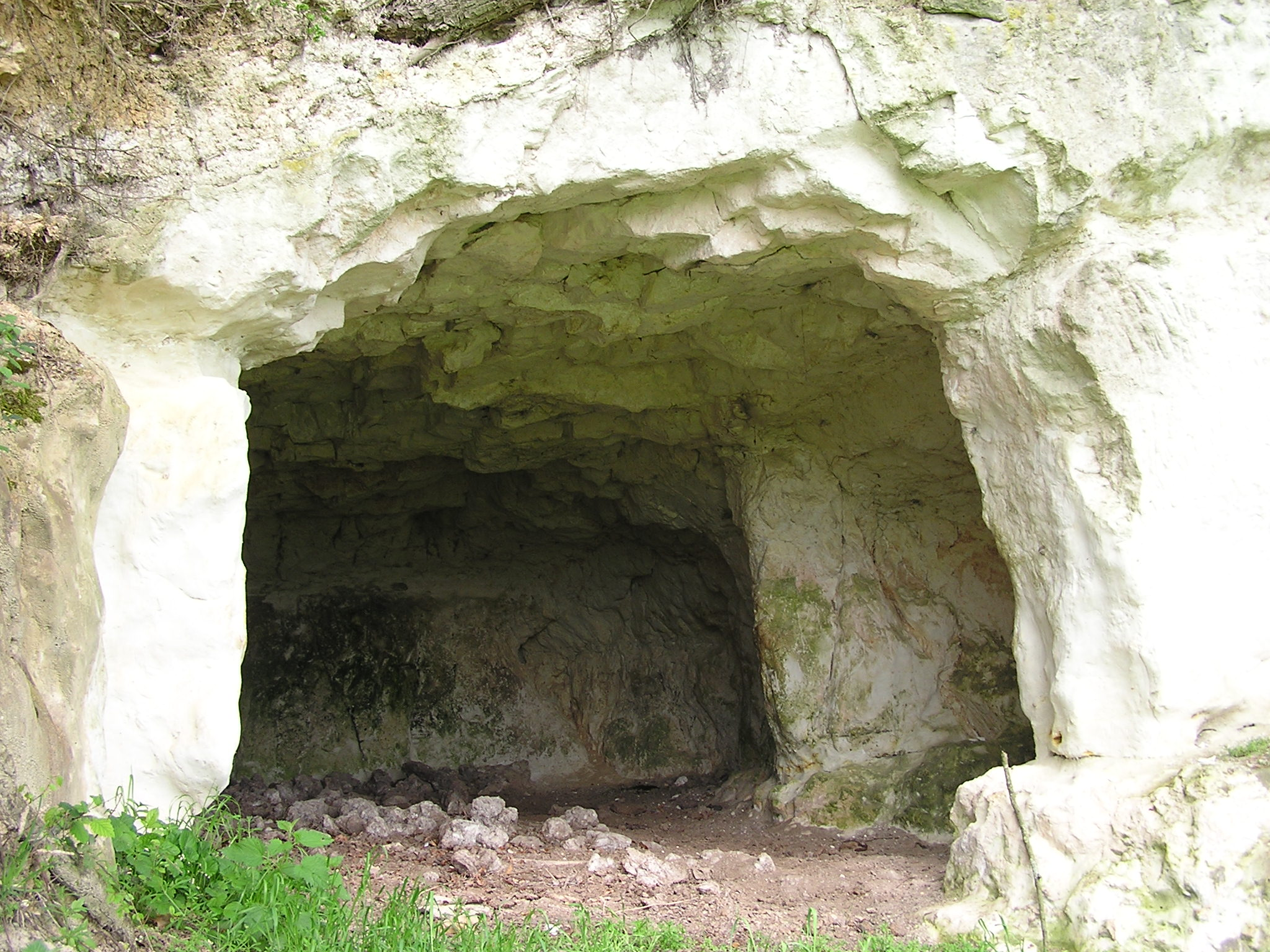
Ancienne cave creusée dans le tuffeau.

L’agriculture est longtemps restée l’activité économique principale de la Chapelle-Huon. Comme dans le reste du Maine, on y cultivait en majeure partie le froment, l’orge, le méteil et la mélarde. Les cultures secondaires étaient le trèfle, le chanvre, les pommes de terre, la vigne et les pommiers à cidre. Des vignes s’étendaient sur les coteaux surplombant l’Étang de la Chapelle. Le lieu-dit Coteaux des Vignes, au nord de la Chapelle-Huon, est mentionné au début du XIXe siècle (Diard et Guéranger, 1852). La Chapelle-Huon compte des vignerons au XVIIe siècle : en 1631, Pierre Fouqué, habitant au lieu-dit de l’Huilerie, près du bourg, est désigné comme tel. Les marchés fréquentés les plus proches étaient (et restent aujourd’hui) ceux de Bessé-sur-Braye et Saint-Calais.
Un certain nombre de métiers étaient employés au début du XIXe siècle pour la confection de toiles de coton, dites siamoises, envoyées à la fabrique de Bessé. Tout fabricant de toiles devait obligatoirement porter celles-ci au bureau de marque le plus proche afin qu’elles soient aunées, visitées et marquées avant que d’être commercialisées. En 1746, on comptait 45 fabricants de toile à Bessé, mais plus d’une soixantaine se répartissaient dans les communes voisines. En 1753, par ordonnance, un bureau de marque était établi à Saint-Calais. Cependant, ces toiles restaient également présentées dans la halle de Bessé, dès neuf heures du matin, tous les mardis, afin que les gardes jurés pussent les visiter et marquer, le marché aux toiles n’étant ouvert qu’à onze heures. Cette halle appartenant au marquisat était située au nord du Petit Collège, en haut de la rue de la Fontaine. En 1791, il y avait encore trois tisserands à La Chapelle-Huon. Le dernier tisserand disparaît entre 1824 et 1828.
La prairie de la Fosse et de la Braye, surnommée la prée, était soumise à la vaine pâture après la fenaison. Il s’agit d’un usage ancien. Le maire, M. Frin, insiste sur ce point en écrivant au sous-préfet de Saint-Calais le 10 juillet 1889 : « Il est vrai que la prairie de la Braye n’appartient pas à la commune, mais tous les habitants ont le droit d’y faire paître leurs bestiaux dès que les foins sont enlevés. Le droit de parcours existe dans la prairie de Braye depuis un temps immémorial ». La réglementation en est rappelée par délibération du conseil municipal du 10 novembre 1939 : les propriétaires devront se présenter à la mairie de la commune pour y prendre un numéro d’ordre et déclarer la quantité d’animaux qu’ils y amènent ; les animaux trouvés sans numéro seront mis en fourrière au compte des propriétaires ; la marque sera faite au fer, à l’épaule ou au cou. En 1930, le conseil municipal, « en raison des pluies continuelles occasionnant le retard de la deuxième coupe de foin », décidera de reporter l’ouverture au 8 septembre jusqu’au 15 octobre. Cette décision entraînera de nombreuses protestations.

### Équipements publics
L’organisation du premier réseau téléphonique de la commune date de 1900. Le projet d’électrification communale remonte quant à lui à 1930, son financement s’appuyant sur une participation de vingt francs par habitant. Le 2 juillet 1930, M. Mulot, maire, donne alors lecture en assemblée municipale de la circulaire du 16 janvier 1930, relativement au projet d’électrification de la commune. Le 10 juillet 1931, l’office départemental d’électrification rurale propose une extension vers l’habitation de M. Gautier, charron, les quartiers de la gare, et la Couarde. Le 20 avril 1932, la mairie accuse réception provisoire des lignes 5 500 volts et basse tension, la ligne 30 000 volts étant mise en service le 4 juin de la même année. Le réseau est d’abord étendu en 1933 vers la Coulonnière, Gombut, le Moulin de l’Étang, et la Chevallerie, et devient complet en 1948 avec la création du poste d’écarts de la Nocelière et celui de la Chèvrie.

## Principaux événements historiques

### Période duXVIeauXVIIe
Le XVIe siècle enfanta les guerres de religion. Les Calvinistes s’emparèrent de la ville du Mans en 1562, et se livrèrent durant trois mois au pillage, donnant lieu à de terribles représailles de la part des catholiques. Durant l’épisode 1562-1563, la commune de Bessé et ses environs semblent avoir été épargnés, alors que des massacres ont eu lieu à Saint-Calais.
Tel n’est pas le cas des troubles inscrits dans le sillage de la Révolution. M. François Bonhomme, vicaire de la Chapelle-Huon, âgé de 53 ans, est déporté en 1792, en même temps que 146 confesseurs de la Sarthe, qui embarquèrent à Nantes pour l’Espagne (Lochet, 1845). Durant la guerre de Vendée, les Vendéens s’emparent du Mans le 10 décembre 1793 sous la conduite de Henri de La Rochejaquelein. Quelques volontaires de Bessé partent assister les habitants d’Angers, assiégés par les Vendéens. Sans doute en est-il de même à la Chapelle-Huon. L’ensemble de la campagne besséenne et de ses environs est désarmée afin de constituer une réserve d’armes. Pour soutenir ces armées, Bessé est mis à contribution de seize citoyens tirés au sort. Là encore, il est probable que des citoyens de la Chapelle-Huon aient également gonflé les rangs de ces troupes.
Les bois et forêts serviront parfois de cache pour les excursions vendéennes. Une quarantaine d’entre eux pénétreront ainsi à Vancé où ils se livreront à deux exécutions capitales avant de se replier dans les bois de la Chénuère. Ils bénéficieront de soutiens locaux, les soupçons pesant d’une part sur François de Mainville, ex-seigneur de la Chapelle-Gaugain, et d’autre part sur Louis Alexandre Musset, marquis de Cogners et oncle du poète.

### Guerre de 1870
Durant la guerre de 1870, le Maine est envahi à plusieurs reprises. Les troupes prussiennes ont, depuis Vendôme, tenté de rejoindre Le Mans. La Deuxième Armée de la Loire est en déroute. Le 16e corps de la Deuxième Armée de la Loire s’étendra de Saint-Gervais à gauche à Bessé à droite, son centre à hauteur de La Chapelle-Huon. Les troupes sont aux ordres du général Barry (Chanzy, 1873). Le 29 décembre, la brigade Baille se trouve à La Chapelle-Huon, se portant sur Fortan dans la matinée du 30. Pendant ce temps, le reste des troupes de Barry garde le Loir vers La Chartre (Palat, 1895). Les troupes prussiennes atteindront La Chapelle-Gaugain et Vancé en janvier 1871 où l’office du 3° régiment de marche les arrêtera. Elles franchiront le Tusson au matin du lendemain, malgré la résistance du 2° régiment de dragons tenant Montreuil-le-Henri et Saint-Georges-de-la-Couée. Les batteries d’artillerie prussiennes postées sur les hauteurs de Vancé défendant le pont situé au bas de la côte feront de nombreuses victimes dans chaque camp. Une garnison prussienne étant installée à Saint-Calais, les communes, dont La Chapelle-Huon, sont mises à contribution.
Le 7 janvier, Savigny ayant été abandonnée, les éclaireurs algériens (note : le décret du 18 octobre 1870 crée un corps d’éclaireurs algériens destinés à opérer en France ; chacun des trois régiments des trois régiments de spahis dut ainsi fournir un escadron de 250 sabres) sont laissés dans ce bourg pour couvrir l’arrière-garde. La nuit même, un vif combat oppose les éclaireurs à l’armée prussienne à l’entrée du pont de Braye. Le 8 janvier, les éclaireurs surveillent la route Savigny – Bessé – Vancé. Au moment où ils atteignent Vancé, des escadrons de cavalerie cuirassée cherchent à y pénétrer par la route de Bessé. Leur avant-garde atteignait le village quand ils furent vigoureusement chargés par les spahis algériens et repoussés, ce qui permit au 3e cuirassé cantonné à Vancé de se retirer. Le 12 janvier, Frédéric-Charles, à la tête d’une armée de 120 000 hommes, prend la ville du Mans au terme de trois jours de combat.

### Les conflits armés duXXesiècle
Les générations suivantes se souviendront de cette période, lors de la revanche. Vingt-sept hommes de La Chapelle-Huon tomberont au front durant la Première Guerre mondiale. Durant la Seconde Guerre mondiale, le régime de Vichy déporte trois résistants, arrêtés par la Gestapo et la Feldgendarmerie le 27 décembre 1943. Robert Poupin (1901-1945), instituteur, arrêté par la Gestapo, est déporté au camp de concentration de Gusen, où il décède. Ernest Miallaret, déporté à Mauthausen, y décède le 6 novembre 1944. Henri Menant, cultivateur déporté à Buchenwald, y décède en mai 1944. Le 31 octobre 1942, dix Tsiganes provenant de La Chapelle-Huon sont internés au camp de Montreuil-Bellay.

### Catastrophes naturelles et épidémies
En 1484, une épidémie de peste sévit durant quatre mois dans l’ensemble du Maine, et se renouvelle l’année suivante.
De 1520 à 1530, les intempéries compromettent la production agricole, et entraînent une disette qui emportera un tiers des habitants du Maine.
En 1711, un séisme d’intensité VII fut ressenti dans la zone de Montoire et de Vendôme ; il est vraisemblable qu’il ait été également fortement perçu sur la commune.
En 1784, les terres et les eaux sont gelées pendant soixante-neuf jours, au point que les glaces charriées par la Braye font s’écrouler les deux arches principales du pont Saint-Gilles (ancien pont Rouge), à Bessé
Au mois de juin de l’année 1797, la grêle s’abat sur les récoltes. Le gouvernement enverra une indemnité représentant la moitié de la perte évaluée.

## Politique et administration
| Période                                  | Période       | Identité             | Étiquette | Qualité                 |
| ---------------------------------------- | ------------- | -------------------- | --------- | ----------------------- |
| 1792                                     |               | Joseph Blot          | SE        |                         |
| 1805                                     |               | Joseph Lucas         | SE        |                         |
| janvier 1826                             |               | Guignard             | SE        |                         |
| octobre 1930                             |               | Grison Moriceau      | SE        |                         |
| janvier 1834                             |               | Montonchet (adjoint) | SE        |                         |
| mai 1953                                 |               | Henri Jouanneau      | SE        |                         |
| avril 1835                               |               | Henry Poitou         | SE        |                         |
| mai 1845                                 |               | François Moriceau    | SE        |                         |
| juillet 1848                             |               | Louis Joseph Pichot  | SE        |                         |
| 1851                                     |               | Montonchet           | SE        |                         |
| juin 1855                                |               | Gabriel Pohu         | SE        |                         |
| mai 1884                                 |               | Auguste Frin         | SE        |                         |
| février 1895                             |               | Henri Gorget         | SE        |                         |
| novembre 1895                            |               | Jacques Leconte      | SE        |                         |
| juillet 1896                             |               | René Dubois          | SE        |                         |
| mars 1904                                |               | Henri Frain          | SE        |                         |
| décembre 1919                            |               | Louis Jouanneau      | SE        |                         |
| mai 1925                                 |               | Henri Alix           | SE        |                         |
| juin 1929                                |               | Robert Mulot         | SE        |                         |
| octobre 1944                             | novembre 1944 | Robert Durand        | SE        |                         |
| novembre 1944                            | mai 1945      | Henri Jouanneau      | SE        |                         |
| mai 1945                                 | octobre 1947  | Maurice Duboc        | SE        |                         |
| octobre 1947                             | mars 1949     | Robert Durand        | SE        |                         |
| mars 1949                                | 1953          | Albert Bordeau       | SE        | Cultivateur             |
| mai 1953                                 | 1977          | Henri Jouanneau      | SE        |                         |
| 1959                                     | 1977          | Daniel Frain         | SE        |                         |
| 1977                                     | 1978          | Bernard Guilloineau  | SE        |                         |
| 1978                                     | 1980          | Thérèse Busson       | SE        |                         |
| 1978                                     | 1980          | Bernard Pourquier    | SE        |                         |
| 1983                                     | 2008          | André Diaz           | SE        |                         |
| mars 2008                                | mars 2014     | Marie-Jeanne Meinser | SE        | Employée de maison      |
| mars 2014                                | mai 2020      | Bernard Bonnefoy     | SE        | Retraité papeterie      |
| mai 2020                                 | En cours      | Philippe Lebert      | SE        | Retraité de l’industrie |
| Les données manquantes sont à compléter. |               |                      |           |                         |

## Démographie
L'évolution du nombre d'habitants est connue à travers les recensements de la population effectués dans la commune depuis 1793. Pour les communes de moins de 10 000 habitants, une enquête de recensement portant sur toute la population est réalisée tous les cinq ans, les populations de référence des années intermédiaires étant quant à elles estimées par interpolation ou extrapolation. Pour la commune, le premier recensement exhaustif entrant dans le cadre du nouveau dispositif a été réalisé en 2005.
En 2022, la commune comptait 517 habitants, en évolution de −5,14 % par rapport à 2016 (Sarthe : −0,25 %, France hors Mayotte : +2,11 %).
Pesche mentionne en 1842 l’existence de 201 feux, comprenant 465 individus du sexe masculin, et 489 du sexe féminin, soit un total de 954 personnes, dont 301 dans le bourg. De 1803 à 812, il y eut 59 mariages, 202 naissances et 82 décès ; de 813 à 822, on enregistra 78 mariages, 253 naissances et 69 décès. La commune comptait 763 habitants en 1986. Bouton reporte les données suivantes : 176 feux en 1688, 140 feux en 1713, 146 feux (593 habitants) en 1761-64, 830 habitants en 1806, 902 habitants en 1821, 937 habitants en 1831, 933 habitants en 1846, et 985 habitants en 1854. Cette poussée démographique au cours de la première moitié du XIXe justifiera notamment le transfert du cimetière en 1826, et la création d’une tribune en 1853 en l’église Saint-André. A la vérité, un déclin s’amorce alors avec un exode rural qui ne cesse d’inquiéter les autorités préfectorales. En 1880, la Chapelle-Huon ne compte plus que 771 âmes.
| 1793 | 1800 | 1806 | 1821 | 1831 | 1836 | 1841 | 1846 | 1851 |
| ---- | ---- | ---- | ---- | ---- | ---- | ---- | ---- | ---- |
| 680  | 771  | 905  | 902  | 937  | 995  | 985  | 933  | 857  |

| 1856 | 1861 | 1866 | 1872 | 1876 | 1881 | 1886 | 1891 | 1896 |
| ---- | ---- | ---- | ---- | ---- | ---- | ---- | ---- | ---- |
| 842  | 836  | 800  | 764  | 771  | 763  | 736  | 778  | 726  |

| 1901 | 1906 | 1911 | 1921 | 1926 | 1931 | 1936 | 1946 | 1954 |
| ---- | ---- | ---- | ---- | ---- | ---- | ---- | ---- | ---- |
| 701  | 662  | 672  | 594  | 579  | 635  | 593  | 556  | 558  |

| 1962 | 1968 | 1975 | 1982 | 1990 | 1999 | 2005 | 2006 | 2010 |
| ---- | ---- | ---- | ---- | ---- | ---- | ---- | ---- | ---- |
| 563  | 511  | 503  | 458  | 537  | 591  | 531  | 525  | 549  |

| 2015 | 2020 | 2022 | - | - | - | - | - | - |
| ---- | ---- | ---- | - | - | - | - | - | - |
| 544  | 519  | 517  | - | - | - | - | - | - |

## Lieux et monuments
- Église Saint-André, du XIIe au XVIIe siècle, inscrite à l’Inventaire supplémentaire des Monuments historiques, par arrêté du 6 janvier 1906[31].

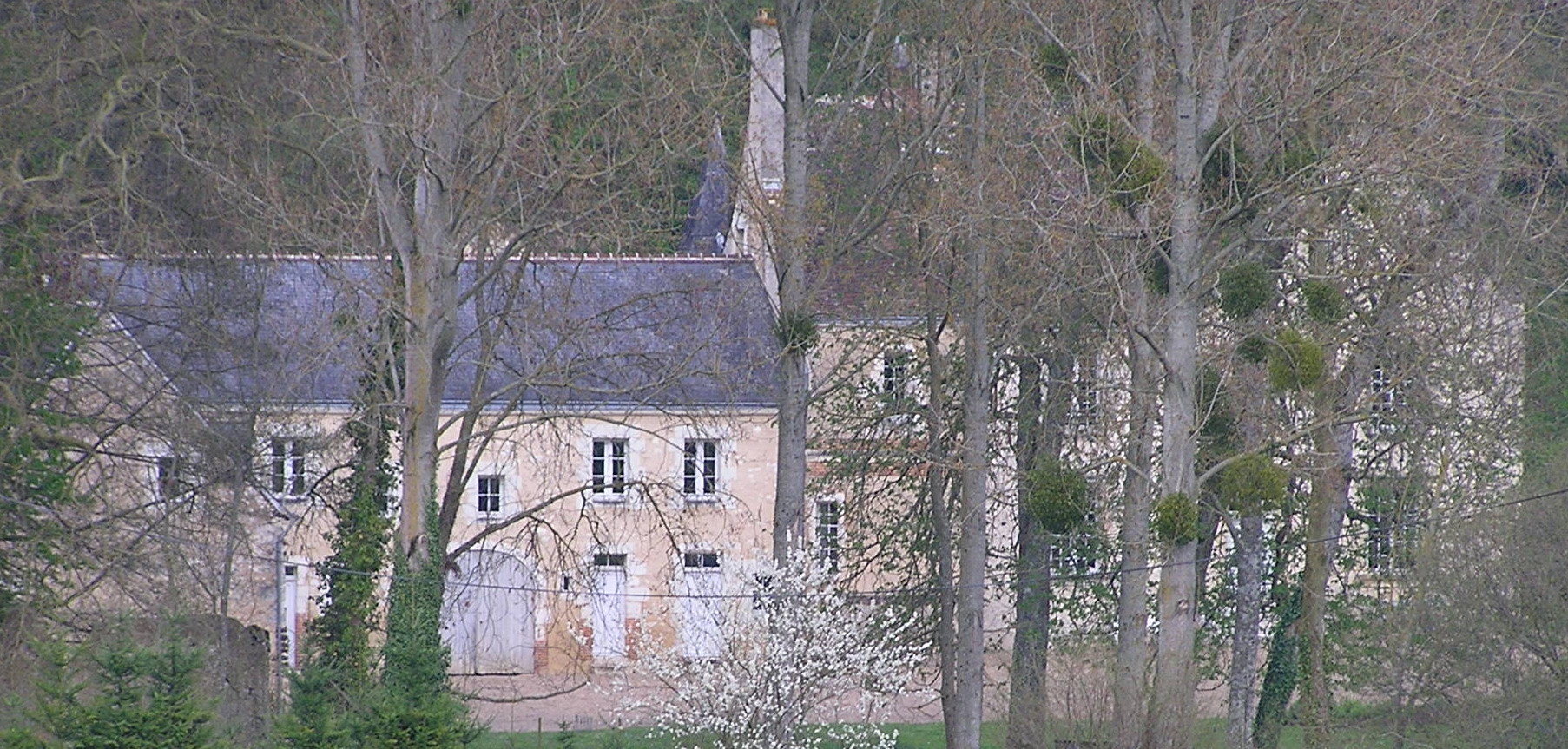
Le manoir de la Béchuère, anciennement sur la commune.

- Manoir de la Béchuère, ancien "château de la Béchuère" (anciennement nommée Beshière), autrefois rattaché à la commune jusque vers 1830 environ et situé sur la rive gauche de la Redonne, appartenait au milieu du XIXe siècle à M. Coulonge, négociant. Dès 1465, Jacques de Bierzeau possédait le fief de Redonne, auquel était annexée la seigneurie de paroisse de La Chapelle-Huon, mais ce fief ne possédait pas de manoir[19]. Celui-ci fut vraisemblablement construit à la fin du XVe siècle. En 1690, Jacques d’Oilenson, vivant, chevalier, marquis de Saint-Germain, était aussi « seigneur de la terre et seigneurie » de la Béchuère[19]. Ce manoir est composé de deux corps de logis en équerre, recouverts de vieilles tuiles (XVe – XVIe siècle), avec quatre tours en façade et sur la cour. Au sud du manoir, se dresse une chapelle gothique présentant une voûte nervurées à deux travées, et un chevet à trois pans.
- Ancien château de Villémont, détruit depuis longtemps, lieu sur lequel est édifiée une maison de campagne appartenant autrefois à M. Javary-Duguesseau.
- Lieu-dit La Chevallerie, un ancien bénéfice de l’ordre de Malte.
- Ancien prieuré, par la suite devenu métairie, nommée « le Tuffeau »[2]. Il est en effet mentionné que l’abbaye de la Trinité, sous l’épiscopat de Guy d’Étampes, au Mans, possédait onze prieurés, dont un à la Chapelle-Huon, dans la forêt de Gastines[32].
- Presbytère mis en vente sous la Révolution, et acquis par M. Grison. En 1807, celui-ci détruit le mur du cimetière sur une quinzaine de mètres de longueur pour aménager une entrée charretière, et est alors enjoint par le maire de rebâtir le mur en l’état initial. La commune a acquiert le presbytère par décret du 2 juillet 1809, pour un prix d’achat de 5 000 francs[4]. Le 11 juin 1931, le conseil municipal demande l’autorisation d’aliéner ce bâtiment. L’adjudication est actée auprès de Louis Henri Guillaume[33] le 20 septembre 1931[34].

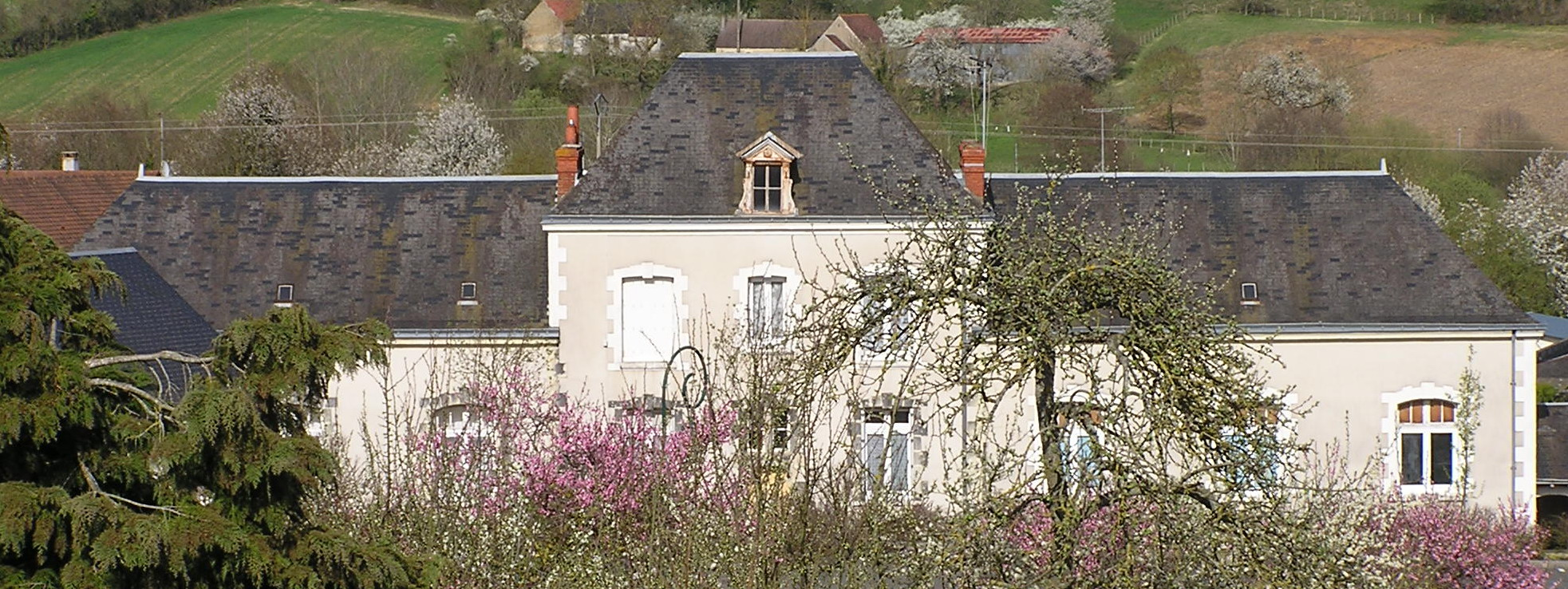
École de La Chapelle-Huon.

- École de filles , fondée en 1850 par Marguerite Moriceau, qui fait la classe dans son logement personnel au 12 et 14 rue Henri-Menant. Le 6 juin 1875, un premier vote établit l’emplacement de la maison d’école, dans un champ de M. Moriceau. Mais le choix définitif de l’emplacement sera fixé le 6 août 1882 pour la construction d’une école de garçons

Des réparations sont entreprises en 1889 à l’ancienne école de garçons affectée à l’usage d’école de filles.
En séance du conseil municipal du 7 mai 1893, de premiers travaux sont envisagés pour la construction d’une école de garçons.

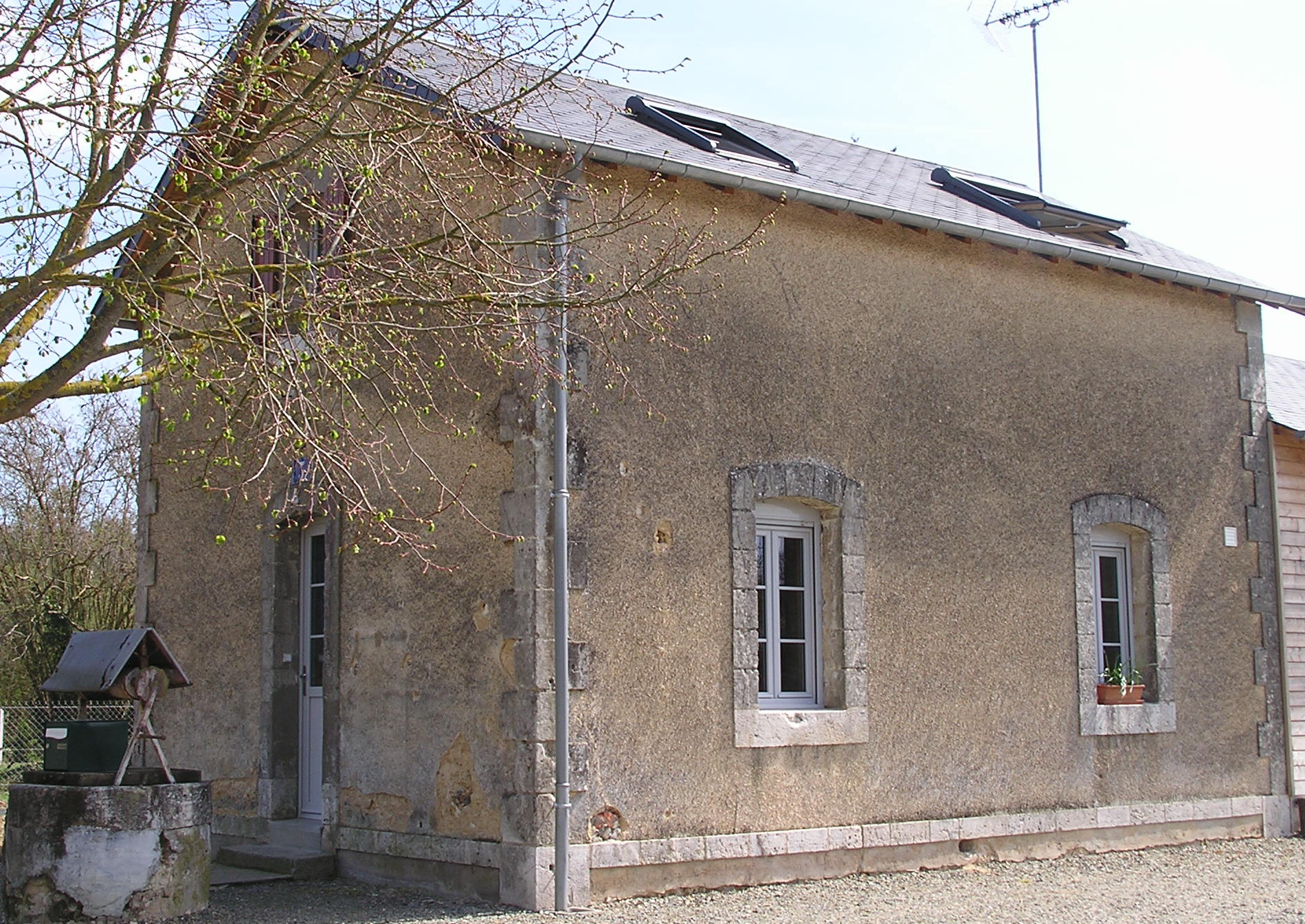
L'ancienne gare de La Chapelle-Huon.

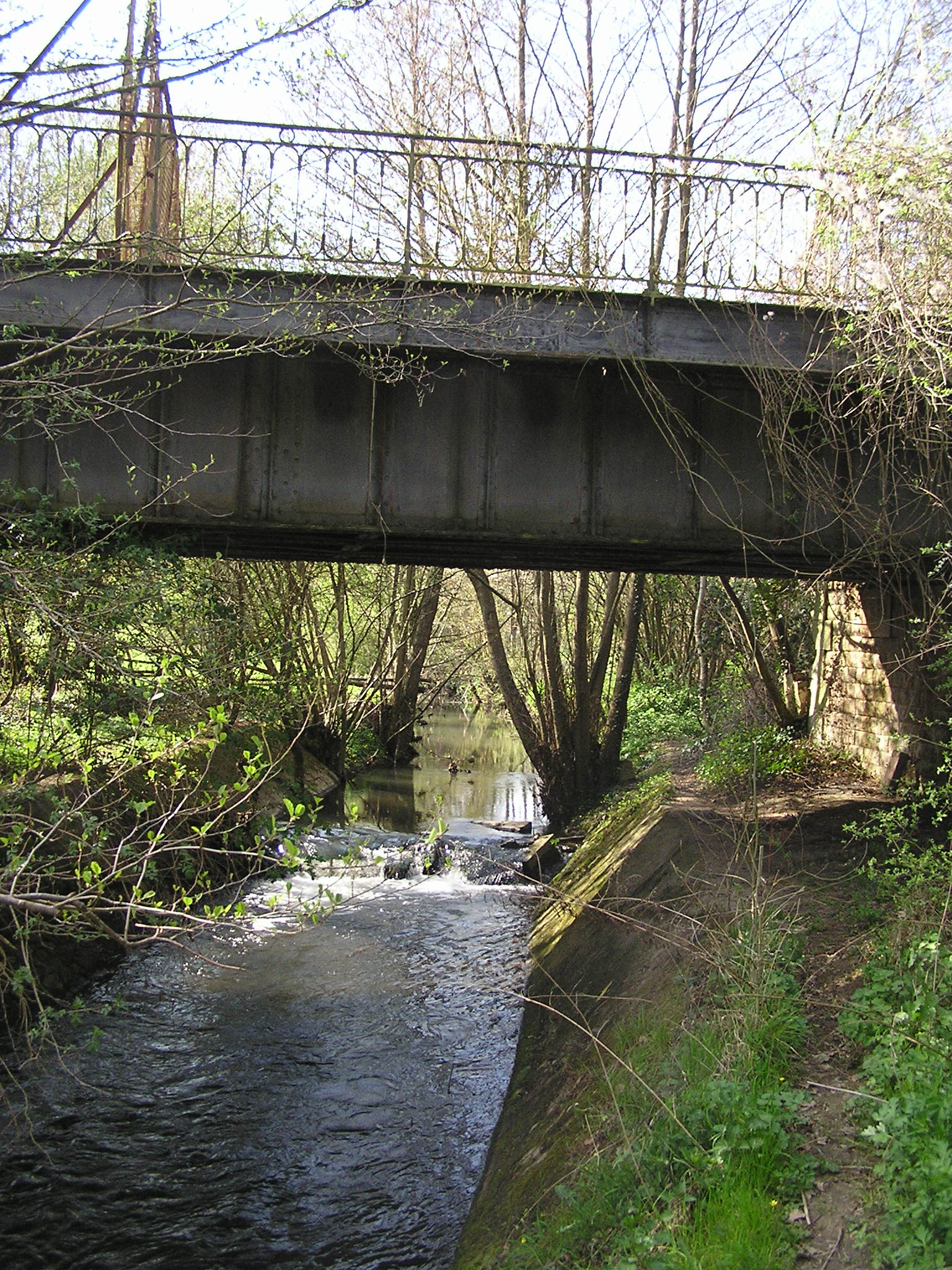
Le pont enjambant l'Anille.

- Gare de la Chapelle-Huon, de 1886. Une voie indépendante est créée pour la ligne joignant Saint-Calais à Bessé-sur-Braye, celle-ci devenant tête de ligne. Un pont métallique est aménagé sur l’Anille, au sud du Moulin Guillaume. La navette circulant sur ce tronçon, dont La Chapelle-Huon et Saint-Gervais-de-Vic figurent comme étapes, sera surnommée « Poil de bique » en raison de nombreuses chèvres sur le parcours[20]. Bessé-sur-Braye et Saint-Calais sont dorénavant éloignés, respectivement, de seulement 6 et 22 min. Paris n’est plus très loin : en partant de Saint-Calais à neuf heures trente, les habitants de La Chapelle-Huon peuvent rejoindre Paris à quinze heures quarante cinq[20].

## Autres établissements publics
Pesche mentionne dans la première moitié du XIXe plusieurs établissements publics : la mairie, sa succursale, un bureau de poste à lettres positionné à Saint-Calais, et un débit de tabac, qui présentait l’enseigne « Café croissant flamand ».
L’ordonnance du 23 août 1835 décrète d’utilité publique l’installation d’un bureau de poste dans la commune de La Chapelle-Huon. En 1907, une boîte à lettres est installée à la gare. Deux ans plus tard, la commune rachète une maison à côté de la mairie pour l’établissement d’un bureau de poste. En 1972, le bureau de poste est supprimé et remplacé par une agence postale.
Une horloge publique est achetée le 18 novembre 1874.
Les affaires en justice étaient traitées au tribunal de Bessé. Jusqu’à la Révolution, il y était rendu des sentences contentieuses et litigieuses, mais aussi capitales et patibulaires. Deux exécutions se seraient ainsi déroulées sur la place publique de Bessé, consécutives aux condamnations prononcées par le bailli du marquisat de Courtanvau pour crimes d’homicide, dont un sur la personne d’un notaire royal de La Chapelle-Huon.

## Monuments aux morts

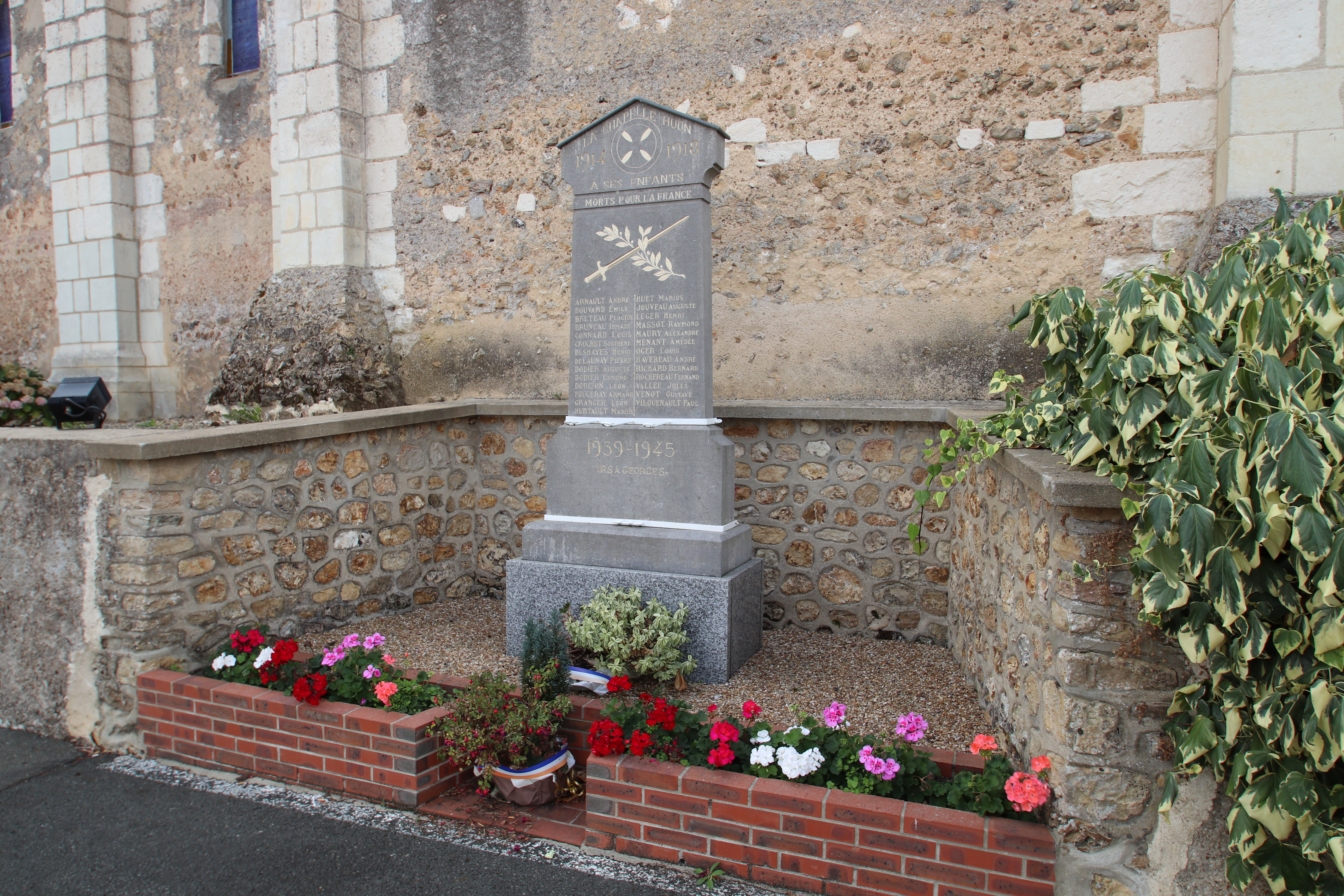
Le monument aux morts.

En mémoire des soldats tués durant la Première Guerre mondiale, un monument aux morts fut construit par souscription auprès des habitants, par délibération du 24 avril 1921. Les travaux ont été assurés par M. Brosse, maçon à La Chapelle-Huon. Il a été déplacé en 1965 pour être adossé au mur de soutènement au nord de l’église.
En septembre 1946, un second moment a été dressé à la mémoire des trois résistants de la commune, morts dans les bagnes nazis. Le jour de l'inauguration, la stèle a été découverte par M. Adelet, instituteur à Cogners, compagnon de souffrance des trois disparus et revêtu en cette occasion du costume rayé des déportés.

## Personnalités liées
Si La Chapelle-Huon n’a pas de lien direct avec des célébrités de la littérature, elle n’y rattache pas moins son nom. Il est par exemple fait état d’une procuration de Joachim du Bellay, poète de la Pléiade, en vue de la résignation de la cure de La Chapelle-Huon, 1556, dans le cadre d’un échange de bénéfices (Cooper, 1997). La famille Ronsart apparaît quant à elle à plusieurs titres dans l’histoire de la commune. En effet, Gilles de Ronsart, écuyer d’écurie du roi, seigneur de Glatigny, petit manoir entre Savigny-sur-Braye et Bessé-sur-Braye, figure comme parrain à La Chapelle-Huon le 21 mars 1590. Françoise de Ronsart, qui épousa Messire Louis Legay, figura également en 1598 comme marraine à La Chapelle-Huon. Enfin, Isabelle et Samuel de Ronsart sont à leur tour marraine et parrain de La Chapelle-Huon de 1622 à 1630.